# Rajan Pallan
Rajan Pallan (Thrissur, 1965) es un político indio, integrante del Congreso Nacional Indio. Actualmente es el alcalde del Ayuntamiento Municipal de Thrissur.